# Annona cristalensis
Annona cristalensis är en kirimojaväxtart som först beskrevs av Brother Alain, och fick sitt nu gällande namn av Attila L. Borhidi och Milagros Moncada Ferrera. Annona cristalensis ingår i släktet annonor, och familjen kirimojaväxter. Inga underarter finns listade i Catalogue of Life.